# FN Five-seveN
FN Five-seveN — бельгійський самозарядний пістолет, що був розроблений і зараз виробляється бельгійською фірмою Fabrique Nationale of Herstal (Національна фабрика в Ерсталі). Назва є комбінацією: з одного боку, Five-seveN — це «5-7» (5,7 — калібр зброї, який дорівнює .224), а з іншого — перша і остання букви назви, які пишуться заголовними, це абревіатура фірми Fabrique Nationale.
Особливість Five-seveN — це патрон 5,7×28 мм з гільзою пляшкової форми, розроблений FN для цього пістолета. Цей патрон важить 6 г, практично вдвічі менше, ніж стандартний патрон 9×19 мм Парабелум, що дозволяє з легкістю носити більший боєзапас.
Головне призначення цієї специфічної зброї — враження цілей у бронежилетах. Велика пробивна сила досягається за рахунок поєднання високої швидкості кулі та її малого діаметру (що також сприяє прискоренню, зменшуючи зустрічний опір повітря).

## Історія
В 2013 була представлена нова модель Five-seveN MK2. На відміну від Five-seveN USG MK1, Five-seveN MK2 має покращену ергономіку і злегка змінені прицільні пристосування. На даний момент FN Herstal пропонує тільки модель MK2, а виробництво попередніх моделей припинено.
,,